# Петя Неделчева
Петя Неделчева (болг. Петя Неделчева; народилася 30 липня 1983 у м. Стара Загора, Болгарія) — болгарська бадмінтоністка.
Тренер — Орлін Цветанов. Учасниця Олімпійських ігор 2004 в одиночному і парному розрядах, Олімпійських ігор 2008 в одиночному розряді.
Чемпіон Болгарії в одиночному розряді (2000, 2001, 2002, 2004, 2005, 2006, 2007, 2008, 2009), в парному розряді (1999, 2000, 2001, 2002, 2003, 2004, 2005, 2006, 2007, 2008, 2009), в змішаному парному розряді (1999, 2000, 2001, 2004, 2005, 2006).
Переможниця Cyprus International в одиночному розряді (1999). Переможниця Bulgarian International в одиночному розряді (2001, 2003, 2005, 2007, 2008, 2009), в парному розряді (2003, 2005, 2006, 2009), в змішаному парному розряді (2005). Переможниця Croatian International в одиночному розряді (2002, 2006). Переможниця Iceland International в одиночному розряді (2003), в парному розряді (2003). Переможниця Austrian International в парному розряді (2004). Переможниця Slovak International в одиночному розряді (2005). Переможниця Polish Open в одиночному розряді (2005), в парному розряді (2009).